# 痔疮
肛垫即肛管血管垫，是位于肛管的血管组织，在正常情形下可協助控制排便。当肛垫肿胀或发炎时，会形成痔瘡（hemorrhoids，英语与肛垫同词）。
痔、痔病、痔疮的定义是肛管或直肠下段黏膜下的的静脉丛，发生充血或淤血并扩张肿大，形成柔软静脉团的疾病；主要临床表现可能有出血、疼痛、肛门瘙痒、痔赘、脱垂等。痔瘡的症狀依其發生位置及種類而定。內痔通常無痛，但在排便時會產生鮮紅色的便血。外痔則通常會造成肛門周圍疼痛或腫脹，且通常顏色較深。症狀通常會於數日後改善，但外痔癒合後可能會形成皮贅。
造成痔瘡的明確原因至今尚未明朗，但有些會增加腹腔壓力的因素可能會提高發生痔瘡的風險。這些風險因子包含便秘、腹瀉、如廁過久等等，妊娠期間發生痔瘡的比例也較高。診斷方法為肛門指診及視診。許多人會誤將任何發生於肛門周圍的疾病稱為痔瘡，因此診斷時必須排除其他可能更危險的潛在因子。大腸鏡檢查及乙狀結腸鏡可以協助排除其他更危險的因子。
一般來說，痔瘡通常會自行改善，此類患者不需特別治療。可以多攝取膳食纖維、多補充流質食物。若有疼痛，則可給予非甾体抗炎药並多休息。可以給予外用藥膏塗抹，但療效缺乏證據支持。若症狀持續無法改善，則可考慮進行手術。
約50%至66%的人在一生中的某一時期會罹患痔瘡，且男女罹患比例相當。罹患痔瘡的年齡一般介於45至65歲之間，富人罹患此病的比例較高，且預後一般相當良好。目前已知關於痔瘡的最古老記載，是在西元前1700年的古埃及莎草纸上。

## 症状体征

位于肛门周围的外痔

内痔和外痔的症状可能有所不同，不过许多人可能得的是混合痔。因痔疮严重出血而导致的贫血极少见，而造成生命危险的出血则更为罕见。许多人觉得痔疮是件很令人尴尬的事情，所以只有等到痔疮很严重时才会频繁就医。

### 外痔
若未发生血栓，外痔不会产生什么问题。若发生血栓可能会非常疼痛，但该疼痛通常2～3天便会消退。肿胀处可能需几周方能消退。愈合后可能会留有皮赘。若痔疮很大且导致了肛门不洁，可能会刺激周围皮肤，从而导致肛门周围瘙痒。

### 内痔
内痔通常无痛感，呈深红色，大便时或大便后伴有直肠出血。血液通常出现在粪便表面（常称为便血）、厕纸上，或滴在马桶上。粪便通常为正常颜色。其它症状包括：粘液分泌、肛周肿块（痔核从肛门脱出）、瘙痒以及大便失禁。内痔通常只在发生血栓或坏死时产生疼痛。

## 病因
还未发现痔疮的明确病因，一些比较有可能的原因包括：排便不规律（便秘或腹泻）、缺乏锻炼、低纤维饮食、腹部内压过高（如长期劳累、腹水、腹腔内肿块或怀孕）、遗传、痔静脉中无瓣膜、年龄增加等。其他会增加患痔疮风险的原因包括肥胖、久坐、慢性咳嗽和盆底功能障碍，但尚无足够的证据证明这些相关性。
在妊娠期，胎儿对腹部的压力以及荷尔蒙的变化会导致痔疮血管增大。分娩也会导致腹部内压增加。孕妇极少需要进行手术治疗痔疮，症状通常在分娩后就会消失。

## 病理
肛垫是正常人体解剖的一部分，只有当它们发生异常时才会成为病理疾病。正常肛管主要有三种主要肛垫。它们位于左侧、右前侧和右后侧的位置。肛垫并非由动脉或静脉组成，而是由被竇狀微血管、结缔组织和平滑肌组成的。与静脉一样，窦壁中无肌肉组织。该组血管称为痔丛。
肛垫在排便中起重要作用。肛垫在静息状态时，提供15%～20%的肛门闭合压力，并在排便时保护內肛門括約肌和外肛門括約肌。当孕妇分娩时，腹腔内压会增高，此时肛垫体积会增大以关闭肛门。人们认为痔疮是因为血管组织下滑或静脉压过高引起的。肛门括约肌压力过高也可能是原因之一。痔疮有两种类型：上痔静脉丛的内痔和下痔静脉丛的外痔。梳狀線（又稱齒狀線）将两个区域分开。

## 诊断
| 等级 | 示意图 | 图片            |
| ---- | ------ | --------------- |
| 1    |        | Endoscopic view |
| 2    |        |                 |
| 3    |        |                 |
| 4    |        |                 |

痔疮通常通过理學檢查进行诊断。肛门及其周围的外观检查可以诊断出外痔或脱垂的痔疮。直肠检查可检查出潜在的直肠肿瘤、息肉、前列腺肿大或膿瘍。尽管大多内痔都无疼痛，此类检查基本上都会使用镇静剂。有时需要肛门镜来确诊内痔，肛门镜是一个尾端带灯的空心管子。有两种类型的痔疮：外痔和内痔，是根据它们相对于梳狀線的位置来进行区分的。有些人可能会同时患有内痔和外痔。如果有疼痛，很可能会是肛裂或外痔，而不太可能是内痔。

### 内痔
内痔發生于梳狀線以上。内痔表面是柱状上皮，缺乏疼痛受体。根据脱垂的等级，在1985年它们被分为4度。
- I度：無痣核脫垂，僅血管較為明顯。[6]
- Ⅱ度：承受壓力時脫垂，但可自行復位。
- Ⅲ度：承受壓力時脫垂，必須手動復位。
- Ⅳ度：持续脫垂且難以推回。

### 外痔
外痔发生于梳状线以下。外痔表面覆盖以肛管上皮，末端覆盖以皮肤，这两者对疼痛和温度都很敏感。

### 鉴别诊断
许多肛门直肠的问题，例如肛裂、肛瘘、膿瘍、结肠直肠癌、直肠静脉曲张和瘙痒都有类似的症状并可能被误判为痔疮。结肠直肠癌、结肠炎（包括炎症性肠病）、憩室病和肠道血管发育不良也可能引起直肠出血。如果出现贫血，还应考虑是否有其它的原因。
其它导致肛门肿块的情况为：皮赘、尖锐湿疣、直肠脱垂、息肉和肛乳头肥大。由于门静脉高压（肝门静脉系统的血压）导致的肛直肠静脉曲张可能表现出与痔疮的症状相同，却是不同的疾病状况。

## 预防
有许多种预防痔疮的方法，包括：有便意就去排便，不要有意拖延；排便时避免用力过度；多喝水；吃高纤维饮食；服用纤维补充剂；不要久坐；多运动。不要长时间排便，不在排便时阅读，避免抬重物，超重的人应减肥。

## 处理

### 保守治疗
保守治疗法一般包括：攝取富含膳食纤维的食物、摄取足夠的水分、服用非類固醇的消炎止痛藥、坐浴以及休息。增加纤维的摄取能提升治疗效果，改变饮食结构以及摄取纤维补充剂也有幫助，但目前缺乏证据可以证明任何疾病時間點使用坐浴是有益的。如果进行坐浴，请将时间限制在每次15分钟内。
尽管许多局部药剂和栓剂都可用于治疗痔疮，但缺乏科学依据。含类固醇药剂使用不应多于14天，因为它们会使皮肤变簿。许多药剂由多种活性物组成，包括：矿脂或氧化锌类的防护脂、利多卡因类的麻醉剂、肾上腺素类的血管收缩剂。有些局部藥劑含有秘魯香脂，可能使某些人過敏。
类黄酮类药剂疗效不确定，而且可能会有副作用。妊娠结束后症状通常会消失；因此通常会將積極性的治疗延至分娩之后。證據顯示不支持使用中醫治療。
幾個專科學會輕度推薦使用靜脈張力劑來治療I至II級痔瘡的症狀，儘管這些藥物截至2013年尚未在美國和德國獲得認證，在西班牙則限用於治療慢性靜脈疾病。

### 處置
有些门诊處置可以採用，尽管大多是安全的，偶爾會产生嚴重的副作用，例如：肛周敗血症。
- 橡皮圈結紮術（英语：Rubber band ligation），为治疗一至三度内疮的典型疗法。[6]此法用橡皮圈绑住待结扎的内痔根部，至少在齿状线（英语：Pectinate line）1厘米以上，切断痔疮的供血血管。5至7日内，萎缩的痔疮便会脱落。若结扎太靠近齿状线，结扎后会立即产生剧痛。此法治疗成功率大约为87%，[1]并发症概率达3%。[6]
- 硬化治療（英语：Sclerotherapy），即向痔疮注射硬化型（英语：Sclerotherapy）药剂，如苯酚。这能使静脉壁脱落以及痔疮萎缩。此法四年的成功率接近70%，[1]比橡皮圈结扎法高。[6]
- 研究发现一些烧灼术也可治愈痔疮，但通常只在其它方法无效的情况下使用。该治疗可通过电灼术（英语：Cauterization#Electrocautery）、红外线烧灼术、雷射手術[1]或冷療手術（英语：Cryosurgery）完成。[38]红外线烧灼术可以作为痔疮1至2度的治疗方法，对于痔疮3至4度若采用此法复发率会很高。[6]

### 手术
若传统的治疗或简单治疗无效，可通过多种手术手段进行治疗。因为直肠离膀胱的神经很近，所有的手术都可能导致某种程度的并发症，包括：出血、感染、肛门狭窄和尿瀦留。也可能会有大便失禁（尤其是液体）的风险，发生率为0%到28%。在痔疮切除后，也可能会导致粘膜外翻（通常伴有肛门狭窄）。这种情况就是指肛门的粘膜向肛门外翻出，类似于非常轻微的直肠脱垂。
- 痔疮切除手术是一种将痔疮切除的手术，通常只用于严重的痔疮患者。手术后会令患者感到明显的疼痛，需2至4周方可恢复。[1]痔疮的最佳治疗方法从长远角度来看，与橡皮圈结扎法相比，3度痔疮的患者做此手术效果会更好。[42]对于用橡皮圈结扎法后24至72小时内出现血栓外痔（英语：Perianal hematoma）的患者，推荐使用此痔疮切除术。[6][16]术后使用硝酸甘油软膏有助于缓解疼痛和伤口愈合。[43]
- 都卜勒超音波導引经肛门痔动脉结扎（英语：Transanal hemorrhoidal dearterialization）是一种微创手术，使用超声多普勒准确找出动脉血管，然后将该血管结扎，脱落的组织被缝合回其原来的位置。同痔疮切除术相比，其复发率较高，但并发症发生率较低。[1]
- 痔瘡環狀切除手術（英语：Stapled hemorrhoidopexy）（PPH），是一种将异常增大的痔疮组织切除的手术，并将剩余痔疮组织归位回其正常的解剖学位置。与将痔疮完全切除相比，此手术痛苦少、恢复快。[1]但其痔疮症状复发的可能性高于传统的痔疮切除术，[44]因此，通常只推荐2和3度痔疮患者做此手术。[6]

## 流行病学
现在很难确定痔疮的流行程度有多广，因为很多患者都不会去看医生。但据认为至少有50%的美国人都会在生命的某一阶段出现痔疮的症状，而5%的人随时都可能会出现痔疮症状。男女发病率几乎相同，45至65岁是发病高峰期。痔疮在高加索人以及社会经济地位高的人群中更为常见。治疗的长期结果通常都不错，尽管有些人会有复发症状。只有少部分人需要手术治疗。
在中国民间有“十人九痔”之说。在1995～1997年保定市体检7635个人中，发现肛肠病患者4801人，总患病率62.88%，其中痔占发病总数的80.08%。1990～1994年Johanson的调查报告指出，美国痔的发病率约为5%。

## 历史

### 中醫對痔瘡的研究
- “痔”的病名最早见于成书于西周时的《山海经》中：“南流注于海，其中有虎蛟，其状鱼身而蛇尾，其音如鸳鸯，食者不肿，可以已痔。”[48]
- 《素问·生气通天论》认为痔的发生是由于“因而饱食，筋脉横解，肠澼为痔”[49]，它最早試圖阐述痔的病因病机，奠定了中醫对痔认识的理论基础。

#### 中醫文獻記載
- 螺蛳：《本草纲目》云：“醒酒解热，利大小便，治脱肛、痔漏。”。
- 蚌肉：《日华子本草》中记载，蚌肉“除烦解热毒，并痔瘘、血崩、带下。”
- 鳢鱼（俗称乌鱼）：性寒，味甘，有补脾、利水的作用，能疗痔疮。《别录》中早已说它“疗五痔。”《外台秘要》中亦载：“治肠痔，每大便常有血：鳢鱼脍、姜、齑食之。”
- 黑木耳：性平，味甘，能凉血、止血，有治疗血痢、便血、痔疮的作用。《本草纲目》载黑森耳治痔。
- 胖大海：性凉，味甘淡，有清热、润肺、利呖、解毒的作用。痔疮便血者，宜用胖大海泡茶频饮。《本草纲目拾遗》中记载：胖大海“治痔疮漏管。”《医界春秋》中还曾介绍：“治大便出血：胖大海数枚，开水泡发，去核，加冰糖调服。”
- 麒麟菜（俗称鸡脚菜）：产于中國東南沿海的浅海珊瑚礁间，夏秋采收。性平，味咸微苦。《本草纲目拾遗》记载：“麒麟菜消痰，能化一切痰结、痞积、痔毒。”

### 古印度對痔瘡的研究
- 唐朝僧人义净曾引用阿难陀的著作，並翻譯成漢文本的《佛说疗痔病经》，以讓中土僧人誦咒。
- 古印度《妙闻集（英语：Sushruta Samhita）》（公元4～5世纪），有类似古希臘人希波克拉底的文字记载，但强调了伤口的清洁[14]。

### 古埃及對痔瘡的研究
人们已知的关于痔疮的最早记载源自公元前1700年古埃及的纸草书，上面记载着：
“我给你一张药方，药膏有很好的保护作用。刺槐树叶、土壤、磨碎后一起煮，将药膏涂在一条亚麻细布上并盖于肛门痔疮处，将会立即恢复。"在公元前460年，《希波克拉底全集》阐述了一种类似现代橡皮圈结扎法的治疗方法：“你可用同样的方法治疗痔疮，在实施时，用针固定、用粗线和毛线结扎，在痔疮掉落前勿热敷；在病人康复后，做一疗程敷菟葵治疗。”痔疮也可能在《圣经》中被提及。

### 古羅馬對痔瘡的研究
羅馬帝國凯尔苏斯（公元前25年～公元14年）介绍了结扎和切除的治疗方法，并讨论了可能的并发症。盖伦提出切断动脉到静脉的连接，称这样可减少疼痛及坏疽的传播。

### 中古歐洲對痔瘡的研究
13世纪，欧洲的外科医师（如：米兰·兰弗朗克、肖利亚克、亨利·德蒙得维尔以及约翰·阿德恩）为外科手术的发展做出了巨大的贡献。

### 英國對痔瘡的研究

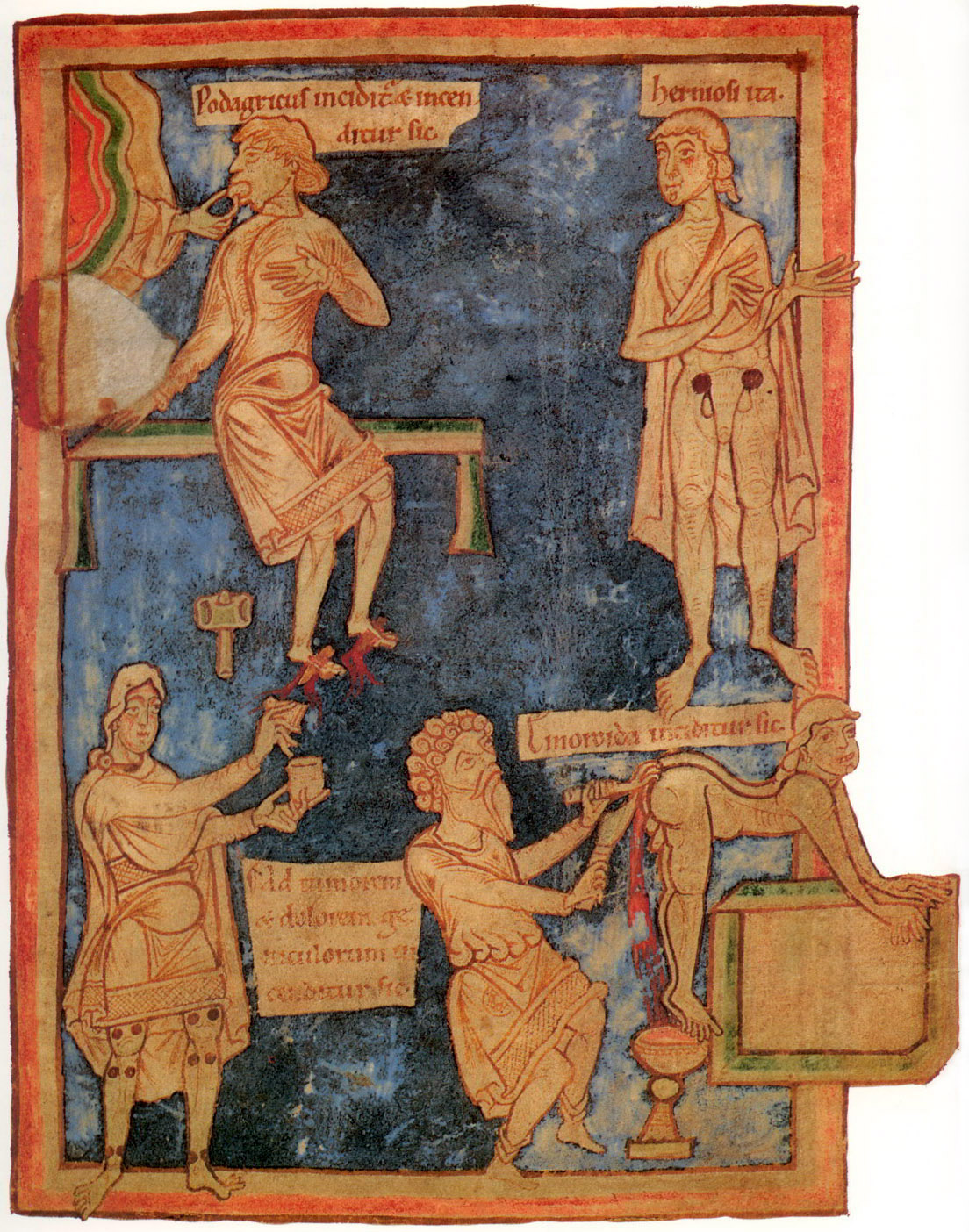
11世纪英国缩影。右边的图显示的是除痔手术。

在英文中，痔对应着两个单词：，起源于古希腊，意为出血；，源于拉丁文，是以痔的外形似球而命名的。

## 著名案例
東方社會
- 1095年，宋朝蘇軾在惠州患上痔瘡，因行動不便，不得不“休粮断酒肉”，後來用烏麻治癒。[52]
- 1582年3月（明神宗萬曆十年3月），內閣首輔張居正因勞累過度，“久坐則血脈不行，久行則氣血縱橫，經絡交錯。久坐久行，勞累過度，使腸胃受傷，以致濁氣淤血，流注肛門而生痔疾”。自作主張命醫生割除痔瘡，但血氣大損，拖到萬曆十年六月二十日病逝。[53]
- 晚清吳大澂苦痔瘡，光緒十九年（1893年）六月十三日登報讚揚孫中山醫術高明，七天就使他擺脫20餘年宿疾。[54]
- 胡适嗜好抽煙，曾苦於痔疮多年。1922年7月发作，在北京协和医院由谢元大夫诊治。1925年冬，胡适到上海治疗痔疮。[55]

西方社會
- 拿破仑患有痔疮，發作時足以让他无法骑马。[56]
- 美國棒球名人纪念堂运动员喬治·布列特因痔疮痛，未能参加1980世界职业棒球大赛（英语：1980 World Series）的某场比赛。在做了小型治疗后，布列特重返下一场比赛，打趣道“我的问题都在后面”[57]。在第二年春季，布列特进行了进一步的痔疮手术[58]。
- 美國保守派政治评论员格林·贝克做过痔疮手术，随后在YouTube视频中谈到了这次不愉快的经历。这一部2008年的视频被大量点击观看[59]。